# Нострификация
Нострификация (от нем. Nostrifikation, от лат. noster — наш и лат. facere — делать) (приравнивание) — процедура признания образовательных документов иностранных государств, то есть согласие соответствующих органов государственной власти на наличие законной силы этих документов на территории данного государства.

## В России
В отечественную науку международного права понятие нострификация было введено в 1960-х годах заместителем учёного секретаря Комитета по Ленинским премиям в области науки и техники при Совете Министров СССР К. Г. Борисовым.
Понятие нострификации в современном российском праве отсутствует. Термин не употребляется.

### Уполномоченные органы власти
Решение о признании и об установлении эквивалентности документов иностранных государств о среднем, средне-специальном, высшем и послевузовском профессиональном образовании в Российской Федерации принимается федеральным (центральным) органом управления образованием на основе соответствующих международных договоров Российской Федерации.
В России признанием образования и (или) квалификации, полученных в иностранном государстве (устаревший термин  нострификация)  осуществляет ФГБУ «Главэкспертцентр» Архивная копия от 23 августа 2017 на Wayback Machine. Центр является подведомственным Федеральной службе по надзору в сфере образования и науки учреждением.
Признание и установление эквивалентности документов иностранных государств о среднем, средне-специальном,  высшем и послевузовском профессиональном образовании подтверждаются свидетельствами о признании или эквивалентности документов, выдача которых осуществляется Управлением лицензирования, аккредитации и надзора в образовании Федеральной службы по надзору в сфере образования и науки.
Если эквивалентность документов об образовании определена соответствующим межправительственным или межведомственным (с участием Министерства образования и науки Российской Федерации)  соглашением или протоколом, выдаётся соответствующее свидетельство.

### Процедура
Процедура установления эквивалентности документов об образовании иностранных государств включает проведение экспертизы, принятие решения, оформление и выдачу свидетельства об эквивалентности.
На основании экспертного заключения, сравнения общих требований к структуре образования в стране выдачи документа об образовании и в России, учёта международных обязательств, принятых Российской Федерацией, соответствия критериям эквивалентности, Рособрнадзор выносит решение об установлении эквивалентности с выдачей соответствующего свидетельства.
Признание и установление эквивалентности документов иностранных государств об образовании осуществляется по заявлению обладателя документа или заинтересованной организации.
К заявлению об установлении эквивалентности прилагаются следующие документы:
- легализованный в установленном порядке документ об образовании или учёном звании (оригинал или нотариально заверенная копия);
- легализованное в установленном порядке приложение к документу об образовании (оригинал или нотариально заверенная копия) с указанием пройденных учебных курсов и их объёма, полученных итоговых оценок, перечня практик, курсовых и выпускных квалификационных работ, других составляющих учебного процесса;
- заверенный перевод документа об образовании или учёном звании и приложения к нему.

При необходимости от заявителя может быть потребована дополнительная документация (детализация описания пройденных курсов, сведения о предыдущем образовании и т. д.).
Заявитель вправе представить также другие доказательства своей подготовки, в том числе документы о последующих уровнях образования, о допуске к профессиональной деятельности и практическом опыте.
Используемые для установления эквивалентности материалы и документы представляются с заверенным переводом. Заверение перевода осуществляется, как правило, российским нотариусом, посольством (консульством) Российской Федерации в стране, в которой выдан документ об образовании. В отдельных случаях может быть предъявлен перевод, выполненный посольством (консульством) в России того государства, на территории которого выдан документ об образовании.
Решение о выдаче свидетельства об эквивалентности принимается на основании:
- положительного заключения о признании документа об образовании;
- положительного экспертного заключения о соответствии содержания образования;
- соответствия общих требований к структуре образования в России и в стране выдачи документа об образовании;
- международных соглашений об эквивалентности и обязательств, подписанных и принятых Российской Федерации.

## В Латвии
В Латвии нострификация происходила трижды: в 1923 году после утверждения Конституции Латвийского университета, действовавшего в условиях провозгласившей независимость республики, после включения Латвии в состав СССР в 1940 году и в 1950-е годы и после восстановления независимости Латвии с 1992 года.
Порядок последней нострификации определён в утверждённом 10 ноября 1992 года законе «О научной деятельности», в статье 14. Права нострификации были предоставлены вузам, в которых есть промоционные (по защите докторских диссертаций, приравненных к советским кандидатским) и хабилитационные (для защиты диссертаций на соискание степени хабилитированного доктора, приравненного к советской докторской степени) права и которые могут привлекать экспертов соответствующей отрасли для оценки работ. Правила данной процедуры разработала Латвийская академия наук.
После нострификации количество выданных дипломов о научных степенях Латвийской республики составило 6 тысяч, многие учёные не стали подавать свои документы на признание советской научной степени в ЛР, поэтому реальное число научных работников могло быть больше. В 2000-е годы в научных программах активно работали около 1430 докторов наук ЛР.
Проблема нострификации снова актуализировалась после вступления Латвии в ЕС, так как по многим профессиям (их около 70) требования, предъявляемые к учёным в Латвии, более жёсткие, чем в других странах Европы. Поэтому обладателям полученных в европейских университетах научных степеней приходится доучиваться или переучиваться, чтобы подтвердить свою квалификацию в Латвии. Это касается некоторых строителей, архитекторов, врачей, детективов.

## В Чехии
В Чехии есть несколько способов признания иностранного образования (нострификация). Нострифицировать иностранный аттестат или диплом в Чехии можно в городском Магистрате, в отделении Районного управления и в государственных университетах. 
Для признания иностранного аттестата о среднем или среднем специальном образовании (колледж) на всей территории Чехии необходимо собрать следующий пакет документов:
1. Заверенная копия аттестата
2. Заверенная копия приложения к аттестату
3. Выписка часов за последние два года обучения
4. Подтверждение о проживании
5. Копия загранпаспорта
6. Заявление
7. Чек об оплате нострификационного сбора - 1000 Kč
8. Лицензия учебного заведения и аккредитация учебной программы (по требованию)

Все документы должны быть переведены на чешский язык чешским судебным переводчиком и поданы в Магистрат или отделение Районного управления по месту жительства. Аттестат без прохождения государственного экзамена не может быть признан в Чехии. При нострификации аттестата на территории Чехии, студентам из СНГ назначаются нострификационные экзамены по нескольким предметам. Это необходимо, так как школьное образование в СНГ короче, чем в Чехии. При нострификации диплома о среднем специальном образовании (колледж), нострификационные экзамены не назначаются.
Ряд чешских государственных университетов также имеет право признавать иностранные аттестаты в рамках поступления в данный университет/факультет. В таком случае "нострификация" проходит без экзаменов и действует только в рамках данного университета/факультета.